# Hubert Reeves
Hubert Reeves (Mont-real, 13 juliol de 1932 - París, 13 d'octubre 2023), va ser un astrofísic i divulgador científic quebequès.

## Educació i carrera científica
Reeves va néixer a Montreal el 1932, i va passar la seva infància a Léry. Va estudiar al Collège Jean-de-Brébeuf, una prestigiosa universitat de llengua francesa de Mont-real. Va obtenir un grau en física a la Universitat de Mont-real el 1953, un grau de màster a la Universitat McGill el 1956 amb una tesina intitulada «Formació del positronium dins l'Hidrogen i Heli»" i un doctorat a la Universitat Cornell el 1960. La seva tesi doctoral fou sobre «Reaccions Termonuclears Implicant Medi Nuclis Lleugers», sota la direcció d'Edwin Salpeter.
De 1960 a 1964, va ensenyar física a la Universitat de Mont-real i va treballar com a conseller de la NASA. D'ençà 1965, va ser director de Recerca al Centre Nacional de la Recerca Científica de França.
D'entre els llibres escrits per Reeves en destaca La història més bella del món (Edicions 62), amb més de 300 000 còpies venudes a França i traduït a més de vint-i-cinc llengües, entre elles el català.
Reeves va establir-se a París. Sovint participava en programes de televisió fent divulgació de la ciència.
Hubert Reeves va morir a París el 23 d'octubre de 2023.

## Honors i reconeixements[1]
- 1976, Cavaller de Ordre nacional du Mérite (França).
- 1981, Petrie Prize Lecture.
- 1986, Cavaller del Légion d'Honneur (França). "Officier" el 1994 i "Comandant" el 2003.
- 1989, Grand prix de la francophonie.
- 1991, Oficial de l'Orde de Canadà. Promogut a "Companion" el 2003.
- 1994, Oficial de l'Orde Nacional del Quebec. Promogut a "Grand Officier" el 2017.
- L'asteroide 9631 Hubertreeves va rebre el seu nom en honor de Reeves.
- 2001, Medalla Albert Einstein.
- 2011, Creació del Prix Hubert-Reeves.

## Publicacions seleccionades[1]
- Reeves, Hubert. Origins: Speculations on the Cosmos, Earth and Mankind. 1st English-language. London: Arcade Publishing, 1998, p. 192pp. ISBN 1-55970-408-X.
- Reeves, Hubert. Nuclear Reactions in Stellar Surfaces and Their Relations with Stellar Evolution. London: Gordon and Breach, July 1971, p. 88pp. ISBN 0-677-02960-8.
- Reeves, Hubert. Stellar evolution and nucleosynthesis. New York: Gordon and Breach, 1968. ISBN 0-677-30150-2.
- Reeves, Hubert. Atoms of Silence: An Exploration of Cosmic Evolution. Paris: Seuil, 1981, p. 282. ISBN 2-02-010170-X.
- Reeves, Hubert. L'heure de s'enivrer : l'univers a-t-il un sens?, 1986. ISBN 2-02-014400-X.
- Reeves, Hubert. Dernières nouvelles du cosmos, 1994. ISBN 2-02-022831-9.
- Reeves, Hubert. Mal de Terre. Paris: Points, 2003, p. 272. ISBN 2-02-079064-5.
- Reeves, Hubert. Chroniques du ciel et de la vie, 2005. ISBN 2-02-080030-6.
- Reeves, Hubert. Chroniques des atomes et des galaxies, 2007. ISBN 978-2-7578-2297-5.
- Reeves, Hubert; Boutinot, Nelly; Casanave, Daniel; Champion, Claire (2017). Hubert Reeves nous explique la biodiversité. Bruxelles: Le Lombard. ISBN 9782803670796.
- Reeves, Hubert; Boutinot, Nelly; Casanave, Daniel; Champion, Claire (2018). Hubert Reeves nous explique la forêt. Bruxelles: Le Lombard. ISBN 9782803672325.
- Reeves, Hubert; Vandermeulen, David; Casanave, Daniel (2019). Hubert Reeves nous explique les océans. Bruxelles: Le Lombard. ISBN 9782803673100.